# اريك فينيكس
اريك فينيكس (بالإنجليزية: Eric Phoenix)‏ (20 يناير 1932 - 8 ديسمبر 2000) هو لاعب كرة قدم بريطاني في مركز الهجوم. لعب مع نادي إكزتر سيتي ونادي غيلينغهام.